# Norberto Ortega Sánchez
Norberto Ortega Sánchez (Victoria, Provincia de Buenos Aires, Argentina, 24 de septiembre de 1963) es un exfutbolista argentino que se desempeñaba como volante ofensivo. Fue una de las grandes figuras del fútbol argentino en los años 1980. Se destacó principalmente en Tigre, San Lorenzo de Almagro y Racing Club.

## Historia
Se inició en las inferiores de Tigre y debutó en el año 1982. Demostró su talento hasta 1985 (con 18 goles en 86 partidos). Después San Lorenzo de Almagro se fijó en él y lo compró en 75 mil dólares.
También tuvo pasos por Racing Club, Vélez Sarsfield, Talleres de Córdoba, Argentinos Juniors y Platense, en el fútbol argentino. Jugó también en Colombia para Millonarios. También paso por Chile, en Coquimbo Unido, club donde jugó en el 2000. En el fútbol español, formó parte de la plantilla de los clubes Elche CF y Lorca Deportiva. Obtuvo el Clausura 1995 integrando el plantel de San Lorenzo de Almagro.
En dicho club es recordado no solo por su rendimiento con la Azulgrana, sino también por haberse levantado la camiseta para mostrar una de San Lorenzo que tenía debajo jugando para Argentinos Juniors ante Huracán y por haberse hecho expulsar en el Pedro Bidegain jugando para Platense cuando San Lorenzo venía en una racha de bastantes partidos sin ganar. Ese día se retiraría del campo de juego, en un hecho pocas veces visto, ovacionado por la parcialidad local y abucheado por la del club que lo empleaba en ese entonces.

## Trayectoria
| Club                   | País      | Período     |
| ---------------------- | --------- | ----------- |
| Tigre                  | Argentina | 1982-1985   |
| San Lorenzo de Almagro | Argentina | 1985-1988   |
| Racing Club            | Argentina | 1988-1989   |
| Elche CF               | España    | 1989 - 1990 |
| Racing Club            | Argentina | 1990-1991   |
| Vélez Sársfield        | Argentina | 1991-1992   |
| Millonarios            | Colombia  | 1992        |
| Talleres de Córdoba    | Argentina | 1993        |
| Lorca Deportiva        | España    | 1993        |
| Argentinos Juniors     | Argentina | 1993-1994   |
| San Lorenzo de Almagro | Argentina | 1994-1996   |
| Platense               | Argentina | 1996-1997   |
| Godoy Cruz             | Argentina | 1997-1998   |
| Coquimbo Unido         | Chile     | 1998-1999   |

## Palmarés

### Campeonatos nacionales
| Título           | Club                   | País      | Año  |
| ---------------- | ---------------------- | --------- | ---- |
| Primera División | San Lorenzo de Almagro | Argentina | 1995 |